# Ånge IK
Ånge IK är en ishockeyförening från Ånge. Säsongen 2007/2008, 2008/2009 samt 2011/2012 spelade man i division 1. Inför säsongen 2017/2018 meddelade man dock att man fick ställa in på grund av för få spelare.
Klubben har producerat flera spelare som nått Elitserien i ishockey. Mest kända spelare med Ånge IK som moderklubb är bröderna Elias Pettersson (SHL & NHL) och Emil Pettersson (SHL & AHL)  samt Samuel Påhlsson (NHL) och Anders Bäckström (SHL).
Klubben har Kastberghallen som hemmaarena.